# TCP offload engine
TCP offload engine ou TOE é uma tecnologia usada em Interfaces de rede (NIC) para descarregar o processamento de entrada de toda a pilha TCP/IP para o controlador de rede. Ele é usado principalmente com interfaces de rede de alta velocidade, tais como Gigabit Ethernet e Rede 10-Gigabit Ethernet, onde a sobrecarga de processamento da pilha de rede torna-se significativo.
O termo TOE é muitas vezes usado para referir-se a placa de rede, embora os engenheiros da placa de circuito podem usá-lo para se referir apenas ao circuito integrado incluído no cartão que processa os cabeçalhos TCP. TOE é muitas vezes sugerido como uma forma de reduzir a sobrecarga associada a protocolos de armazenamento IP, tais como iSCSI e NFS.

## Propósito
Originalmente o TCP foi desenvolvido para redes não confiáveis de baixa velocidade (como em conexões de Acesso discado/Modems dial-up), mas com o crescimento da Internet em termos de velocidade de transmissão nos backbones (links de Fibra Óptica, Gigabit Ethernet e 10 Gigabit Ethernet) e mecanismos de acesso mais rápidos e confiáveis (como ADSL e Cable Modems) ele passou a ser frequentemente utilizado em ambientes de data centers e PC's em velocidades de até 1 gigabit por segundo. As implementações de software TCP exigem grande poder de computação nos sistemas das máquinas. A comunicação Full duplex TCP por si só é suficiente para consumir 80% de um processador 2.4 GHz Pentium 4 (ver #Ciclos de CPU liberados), resultando em poucos ou nenhum recurso de processamento para os aplicativos que estão em execução no sistema.
Como o TCP é um protocolo orientado a conexão, isto aumenta a complexidade e a sobrecarga de processamento do protocolo. Estes aspectos incluem:
- Estabelecimento da conexão usando o aperto de mão de três vias ("3-way handshake") - SYNchronize; SYNchronize-ACKnowledge; ACKnowledge.
- Reconhecimento de pacotes à medida que forem recebidos pela extremidade, somando-se o fluxo de mensagens entre os pontos finais e assim a carga de protocolo.
- Cálculos de Checksum e número de seqüência - novamente um fardo à ser executado por uma CPU de propósito geral.
- Cálculos de Sliding window para reconhecimento de pacotes e controle de congestionamento
- Término da conexão

Transferindo todas essas funções ou parte delas para um hardware dedicado, o TCP offload engine, libera o CPU principal do sistema para outras tarefas. A partir de 2012, muito poucas interfaces de rede do consumidor suportam TOE.
Em vez de substituir a pilha TCP totalmente com o TOE, existem técnicas alternativas para descarregar algumas operações em cooperação com a pilha TCP do sistema operacional. TCP checksum offload e large segment offload são suportados pela maioria das interfaces de rede ethernet de hoje. Técnicas mais recentes, como large receive offload e TCP acknowledgment offload já são implementadas em alguns hardwares ethernet de alta qualidade, mas são eficazes mesmo quando implementadas exclusivamente em software 

### Ciclos de CPU liberados
Uma regra de ouro geralmente aceita é que um hertz de processamento da CPU é necessário para enviar ou receber 1 bit/s de TCP/IP [3]. Por exemplo, 5 Gbit/s (625 MB/s) de tráfego de rede requer 5 GHz de processamento da CPU. Isto implica que dois núcleos inteiros de um processador multi-core de 2.5 GHz serão necessários para lidar com o processamento TCP/IP associado com 5 Gbit/s de tráfego TCP/IP. Considerando que Ethernet (10Ge neste exemplo) é bidirecional, é possível enviar e receber 10 Gbit/s (para um throughput agregado de 20 Gbit/s). Usando a regra de 1 Hz/(bit/s) isso equivale a oito núcleos de 2.5 GHz.
Muitos dos ciclos de CPU utilizado para o processamento TCP/IP são "libertados" por de TCP/IP offload e pode ser usado pelo processador central (geralmente a CPU de um servidor) para realizar outras tarefas, tais como o processamento de sistema de arquivos (num servidor de arquivos) ou a indexação (em um servidor de backup). Em outras palavras, um servidor com TCP/IP offload pode fazer mais trabalho de servidor do que um servidor sem placas que suportam TCP/IP Offload.

### Redução do tráfego PCI
Além do overhead de protocolo que o TOE pode abordar, ele também pode solucionar alguns problemas arquitetônicos que afetam uma grande porcentagem de endpoints baseados em host (servidor e PC).
Muitos hosts de ponto de extremidade mais antigos são baseados em barramento PCI, que fornece uma interface padrão para a adição de certos periféricos, tais como Interfaces de Rede para Servidores e Computadores .
O PCI é ineficiente para transferir pequenos rajadas de dados da memória principal, através do barramento PCI para os CIs da interface de rede, mas sua eficiência melhora à medida que aumenta o tamanho do estouro de dados (burst-size). Dentro do protocolo TCP, um grande número de pequenos pacotes são criados (por exemplo, reconhecimentos) e como estes são tipicamente gerados na CPU do host e transmitidos através do barramento PCI e fora da interface física da rede, isso afeta a taxa de transferência de E/S do host servidor (throughput I/O do host servidor).
Uma solução TOE, localizada na interface de rede, está localizada no outro lado do barramento PCI a partir do CPU do host para que ele possa solucionar esse problema de eficiência de E/S, pois os dados a serem enviados através da conexão TCP podem ser enviados para o TOE da CPU através do barramento PCI usando grandes rajadas de dados (data burst) com nenhum dos pacotes TCP menores precisando percorrer o barramento PCI.

## História
Uma das primeiras patentes dessa tecnologia, para UDP Offload (descarregamento de UDP, em tradução livre), foi emitida a Auspex Systems no início de 1990. O fundador da Auspex, Larry Boucher, e um número de engenheiros da Auspex continuaram a fundar a Alacritech em 1997 com a ideia de estender o conceito de descarga (offload) de pilha de rede para o TCP e implementá-lo em silício personalizado (custom silicon). Eles introduziram a primeira placa de rede full offload com empilhamento paralelo no início de 1999; O SLIC da empresa (Session Layer Interface Card) foi o antecessor de atuais TOE's ofertados. Alacritech detém um número de patentes na área de TCP/IP offload.
Em 2002, quando o surgimento do armazenamento baseado em TCP (como iSCSI) estimulou o interesse, foi dito que "pelo menos uma dúzia de recém-chegados, a maioria fundada no final da bolha pontocom, está perseguindo a oportunidade para comercializar aceleradores de semicondutores para protocolos de armazenamento e aplicações, competindo com meia dúzia de fornecedores entrincheirados e projetos internos de ASIC.
Em 2005, a Microsoft licenciou a base de patentes da Alacritech e, juntamente com a Alacritech, criou a arquitetura de descarga parcial de TCP que se tornou conhecida como "TCP chimney offload" (descarga de chaminé TCP, em tradução livre). Ao mesmo tempo, a Broadcom também obteve uma licença para construir chips de transferência TCP chimney offload.

## Tipos de TCP/IP offload

### Descarregamento completo de pilha paralela
O descarregamento completo de pilha paralela (Parallel-stack full offload) recebe esse nome devido ao conceito de duas pilhas TCP/IP paralelas. A primeira é a pilha do host principal incluída no sistema operacional deste host. A segunda ou "pilha paralela" é conectada entre a Camada de aplicação e a Camada de transporte (TCP) usando um "toque de vampiro". O vampire tap intercepta solicitações de conexão TCP por aplicativos e é responsável pelo gerenciamento da conexão TCP, bem como pela transferência de dados TCP. Muitas das críticas na seção a seguir se referem a esse tipo de TCP offload.

### Descarregamento total do HBA
O descarregamento completo de HBA (Host Bus Adapter) é encontrado em adaptadores host iSCSI que se apresentam como controladores de disco ao sistema host durante a conexão (via TCP/IP) a um dispositivo de armazenamento iSCSI. Esse tipo de descarregamento de TCP não apenas descarrega o processamento TCP/IP, mas também descarrega a função do iniciador iSCSI. Como o HBA aparece para o host como um controlador de disco, ele só pode ser usado com dispositivos iSCSI e não é apropriado para o descarregamento geral de TCP/IP.